# Jan Branicki (1878–1941)
Jan Branicki (ur. 11 grudnia 1878 w Wilnie, zm. 2 czerwca 1941 w Warszawie) – tytularny generał brygady Wojska Polskiego, kawaler Orderu Virtuti Militari.

## Życiorys
Syn Jana. 5 listopada 1899 roku wstąpił do Armii Imperium Rosyjskiego. 14 kwietnia 1920 roku został przyjęty do Wojska Polskiego z zatwierdzeniem posiadanego stopnia podpułkownika i przydzielony do dyspozycji dowódcy Okręgu Generalnego „Lublin”. 8 lipca 1920 roku został przydzielony do V Lubelskiego batalionu etapowego na stanowisko dowódcy. 20 sierpnia 1920 roku objął dowództwo nad 46 pułkiem Strzelców Kresowych, który po bitwie pod Radzyminem został „czasowo rozwiązany” i skierowany do odwodu, do Twierdzy Brzeskiej. We wrześniu i październiku 1920 roku dowodzony przez niego oddział zrehabilitował się w walkach z bolszewikami w związku z czym ówczesny Minister Spraw Wojskowych, generał porucznik Kazimierz Sosnkowski anulował rozkaz o czasowym rozwiązaniu jednostki. 1 października 1921 roku, 46 pułk Strzelców Kresowych został przemianowany na 5 pułk strzelców podhalańskich.
3 maja 1922 roku został zweryfikowany w stopniu podpułkownika ze starszeństwem z dniem 1 czerwca 1919 roku. W 1923 roku pełnił obowiązki dowódcy 5 psp w Przemyślu. 31 marca 1924 roku awansował na pułkownika ze starszeństwem z dniem 1 lipca 1923 roku i 23. lokatą w korpusie oficerów piechoty i został zatwierdzony na stanowisku dowódcy pułku.
19 marca 1927 roku został wyznaczony na stanowisko dowódcy piechoty dywizyjnej 14 Wielkopolskiej Dywizji Piechoty w Poznaniu. Z dniem 30 kwietnia 1928 roku został przeniesiony w stan spoczynku. Zamieszkał w Przemyślu. W 1932 roku jako tytularny generał brygady bezskutecznie zabiegał o posadę cywilną w WP.
Zmarł 2 czerwca 1941 roku w Warszawie. Pochowany na Cmentarzu Czerniakowskim.

## Ordery i odznaczenia
- Krzyż Srebrny Orderu Wojskowego Virtuti Militari nr 4680 (1921)[9]
- Krzyż Walecznych
- Złoty Krzyż Zasługi (10 listopada 1928)[10]